# Окроглиці
Окроглиці (словен. Okroglice) — поселення в общині Севниця, Споднєпосавський регіон, Словенія. Висота над рівнем моря: 417,2 м.